# Tameo Ide
Tameo Ide (井出 多米夫, Ide Tameo) est un footballeur international japonais né le 27 novembre 1908. Il évoluait au poste de milieu de terrain.

## Biographie
Tameo Ide reçoit une seule et unique sélection en équipe du Japon, lors de l'année 1930.